# 青云镇 (榆林市)
青云镇，是中华人民共和国陕西省榆林市榆阳区下辖的一个乡镇级行政单位。
2011年，刘千河乡被撤销，辖境并入青云镇。

## 行政区划
青云镇下辖以下地区：
青云村、尤家湾村、崔家畔村、刘家坬村、跳沟村、钟家沟村、南峁庄村、稻科湾村、李家山村、太平沟村、郑川村、柳树沟村、宣沟村、色草湾村、杜家沟村、刘千河村、鸦罗畔村、达连沟村、蔺家畔村、高家沟村、杨渠村、乐家畔村、殷家墕村、新寨村、白城峁村、郭沙畔村、果元塌村、王家坬村、康家湾村、刘家畔村、刘家沟村、巨福梁村、南大村、李家崾村、慕渠村、朱岔村、胡岗村、朱家墕村和丰山村。

## 交通
- 2011年，青云镇境内210国道过境长9.6千米；302省道和榆商高速公路、榆佳高速公路3条公路过境，总长33千米；通村油路、水泥路17条。